# Czerwona Skałka Murańska

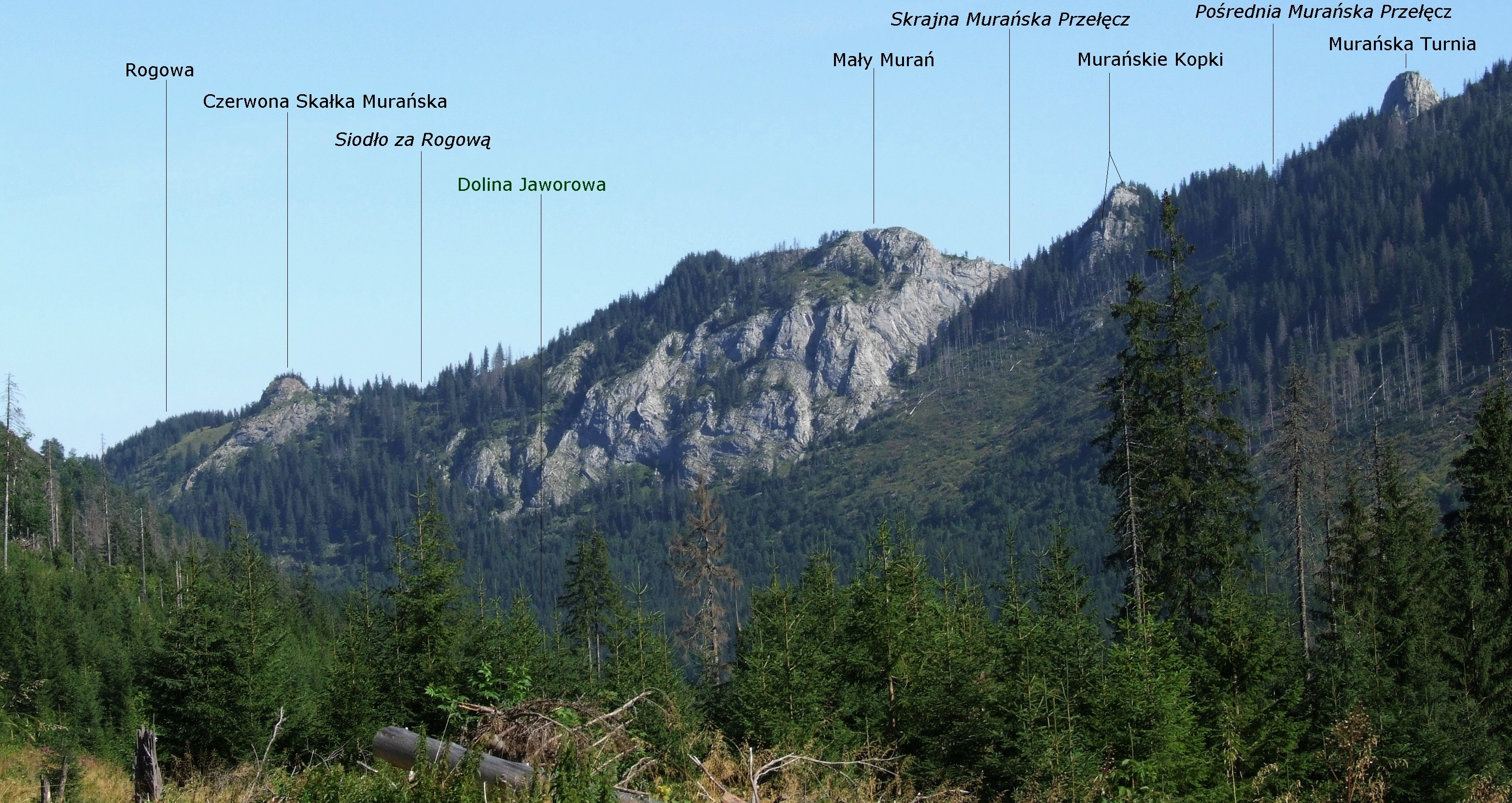
Widok z dolnej części Doliny Jaworowej

Czerwona Murańska Skałka – wznosząca się na 1265 m n.p.m. niewielka turnia w grzbiecie Rogowej stanowiącym zachodnie zakończenie grani głównej Tatr Bielskich. Stanowi najwybitniejszą kulminację tego zalesionego grzbietu. Od sąsiedniej, wyższej i znacznie bardziej masywnej turni Mały Murań (1356 m) oddzielona jest przełączką Siodło za Rogową (ok. 1245 m). Czerwona Skałka Murańska wznosi się ponad Doliną Międzyścienną i dolną częścią Doliny Jaworowej, poniżej Rozdroża pod Muraniem. Turnia swoją nazwę zawdzięcza czerwonawemu zabarwieniu nagich skał wapiennych od strony Doliny Jaworowej. Znajduje się na obszarze ochrony ścisłej, nie prowadzą obok niej żadne szlaki turystyczne. Jest dobrze widoczna z niektórych partii Doliny Jaworowej.